# فارس سمك
جنس من الاسماك ، يحتوي على نوعين هما  Aphareus furca و Aphareus rutilans . وكذلك فإن فارس هو اسم سمكة اسمها العلمي (Aphareus rutilans) وجاء في معجم الحيوان أنها سمكة في البحر الأحمر زاهية اللون سريعة جداً واسم الجنس من فارس العربية.